# Johannes Christiaan Hummel
Johannes Christiaan Hummel ('s-Gravenhage, 12 januari 1785 - Katwijk, 12 september 1837) was een Nederlandse burgemeester.
Hij was een zoon van Johann Georg Hummel en Maria Geaussent. Hij trouwde op 17 juni 1812 te 's-Gravenhage met Johanna Catharina Wintzant, met wie hij zes kinderen kreeg. In 1808 werd hij geadmitteerd als notaris en vestigde zich in Valkenburg (toen gemeente Katwijk). In 1813 werd hij als adjunct-maire benoemd tot ambtenaar van de burgerlijke stand van Katwijk. Bij de splitsing van de gemeente der beide Katwijken en Het Zand in 1817 in Katwijk en Valkenburg werd hij de eerste schout van Katwijk, welke functie in 1825 gecontinueerd werd onder de naam burgemeester. Dat bleef hij tot zijn dood in 1837. Ondertussen bleef hij ook werkzaam als notaris. Hoewel Valkenburg in 1817 weer een zelfstandige gemeente geworden was, werd Hummel in 1822 ook daar als burgemeester benoemd. Als burgemeester van Katwijk was hij betrokken bij de visserij als secretaris van het college der kleine kustvisserij der provincie Holland. 
De Burgemeester Hummelsingel in Valkenburg is naar hem genoemd. 
Zijn zoon Samuel Magnet Hummel was evenals de vader notaris van 1852 tot 1858, maar in het naburige Lisse. Inmiddels was het niet meer toegestaan dat burgemeesters tevens als notaris werkzaam waren. 